# Hurula
Hans Robert Hurula Petterson, noto semplicemente come Hurula (Luleå, 8 novembre 1979), è un cantante svedese.

## Biografia
Hurula si è fatto conoscere col primo album in studio Vi är människorna våra föräldrar varnade oss för (2014), classificatosi 5º nella Sverigetopplistan. Sia Vapen till dom hopplösa (2016) che Klass (2019) si sono posti nella top ten svedese; l'ultimo è stato premiato con un Grammis.
Oss är allt, vincitore del Grammis al rock dell'anno, è stato susseguito dai dischi Jehova (anch'esso riconosciuto con un Grammis; 2020) e Ingen är kär i år och andra sånger (2022), classificatisi rispettivamente in 6ª e 12ª posizione nella graduatoria nazionale.

## Discografia

### Album in studio
- 2014 – Vi är människorna våra föräldrar varnade oss för
- 2016 – Vapen till dom hopplösa
- 2019 – Klass
- 2020 – Jehova
- 2022 – Ingen är kär i år och andra sånger
- 2025 – Existens

### Album dal vivo
- 2021 – På en grusbelagd parkeringsplats

### EP
- 2014 – Betongbarn
- 2018 – Oss är allt

### Singoli
- 2016 – Sand
- 2018 – Varje ensam natt
- 2018 – Du ville aldrig till himmelen
- 2018 – Din, min och sanningen
- 2018 – Självmedicinering
- 2019 – Järnvägsbron
- 2020 – Tro på er ruin
- 2020 – Änglar
- 2022 – Otrygg provanställning
- 2022 – Se dig le
- 2023 – Längesen (con Titiyo)
- 2024 – Gapa (con Sibille Attar)